# Jeffersontown
Jeffersontown is een plaats (city) in de Amerikaanse staat Kentucky, en valt bestuurlijk gezien onder Jefferson County.

## Demografie
Bij de volkstelling in 2000 werd het aantal inwoners vastgesteld op 26.633.
In 2006 is het aantal inwoners door het United States Census Bureau geschat op 25.907, een daling van 726 (-2,7%).

## Geografie
Volgens het United States Census Bureau beslaat de plaats een oppervlakte van
25,8 km², geheel bestaande uit land. Jeffersontown ligt op ongeveer 191 m boven zeeniveau.

## Plaatsen in de nabije omgeving
De onderstaande figuur toont nabijgelegen plaatsen in een straal van 4 km rond Jeffersontown.